# Кінець Горгану
Кінець Горгану — найвища вершина хребта Горган в Центральних Горганах, висотою 1599 м, що знаходиться на території Рожнятівського району Івано-Франківської області.

## Загальна інформація
Вершина гори вкрита заростями сосни альпійської. До гори можна дістатися траверсом хр. Горган (місцями зарослого), або рухаючись 400 м на північний захід від прикордонного стовпчика № 23 старого польсько-чехословацького кордону (сучасна межа Івано-Франківської та Закарпатської областей). Обидва шляхи не є маркованими та довгий час не прочищалися.